# Eugene Vindman
Eugene Semyon Vindman (in russo Евгений Семёнович Виндман?, Evgenij Semënovič Vindman, in ucraino Євген Семенович Віндман?, Jevgen Semenovyč Vindman; Kiev, 6 giugno 1975) è un politico ed ex militare statunitense di origine sovietica, membro della Camera dei rappresentanti per lo stato della Virginia dal 2025.

## Biografia
Vindman è nato a Kiev, nell'allora Repubblica Socialista Sovietica Ucraina, da una famiglia ebraica. Ha due fratelli: Leonid e Alexander, quest'ultimo suo gemello. Dopo la morte di sua madre, avvenuta quando Vindman aveva 4 anni, suo padre ha portato tutta la sua famiglia nel quartiere di Brighton Beach, a New York.
Nel 1997 si è laureato in storia alla Binghamton University e ha poi conseguito un master in amministrazione generale alla Central Michigan University ed un dottorato di giurisprudenza all'Università della Georgia. L'anno dopo si è arruolato nell'esercito, dove per 25 anni è stato paracadutista militare e ha ricevuto il grado di tenente colonnello.
Ritiratosi dall'esercito nel 2022, si è candidato due anni dopo per la Camera dei rappresentanti per il 7º distretto della Virginia, vincendo le elezioni ed entrando in carica il 3 gennaio 2025.